# Křižíkovy závody

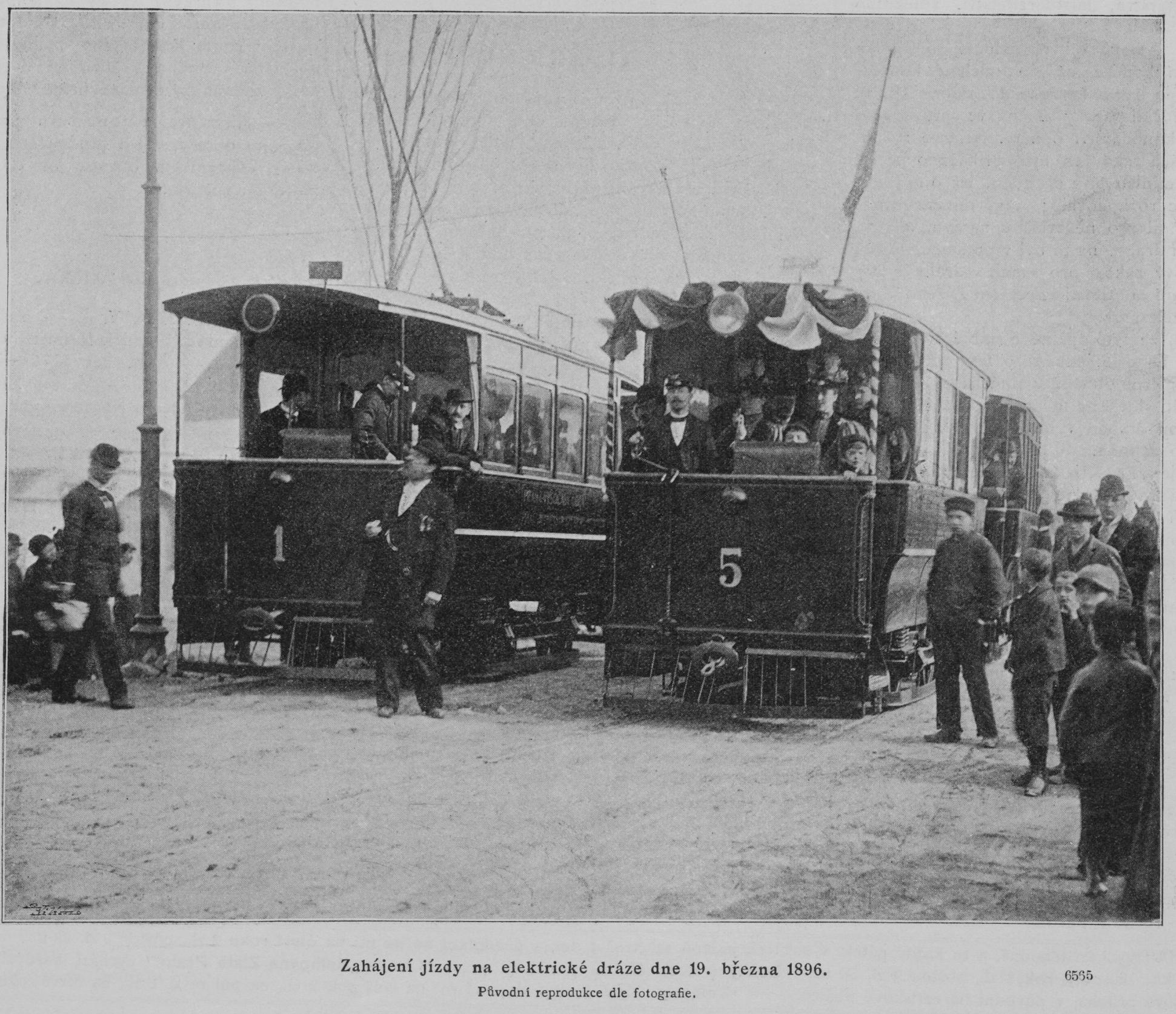
Zahájení provozu elektrické tramvajové dráhy z Karlína do Libně v březnu 1896

Křižíkovy závody byly elektrotechnický podnik v Karlíně (dnes součást Prahy), který založil a provozoval František Křižík.

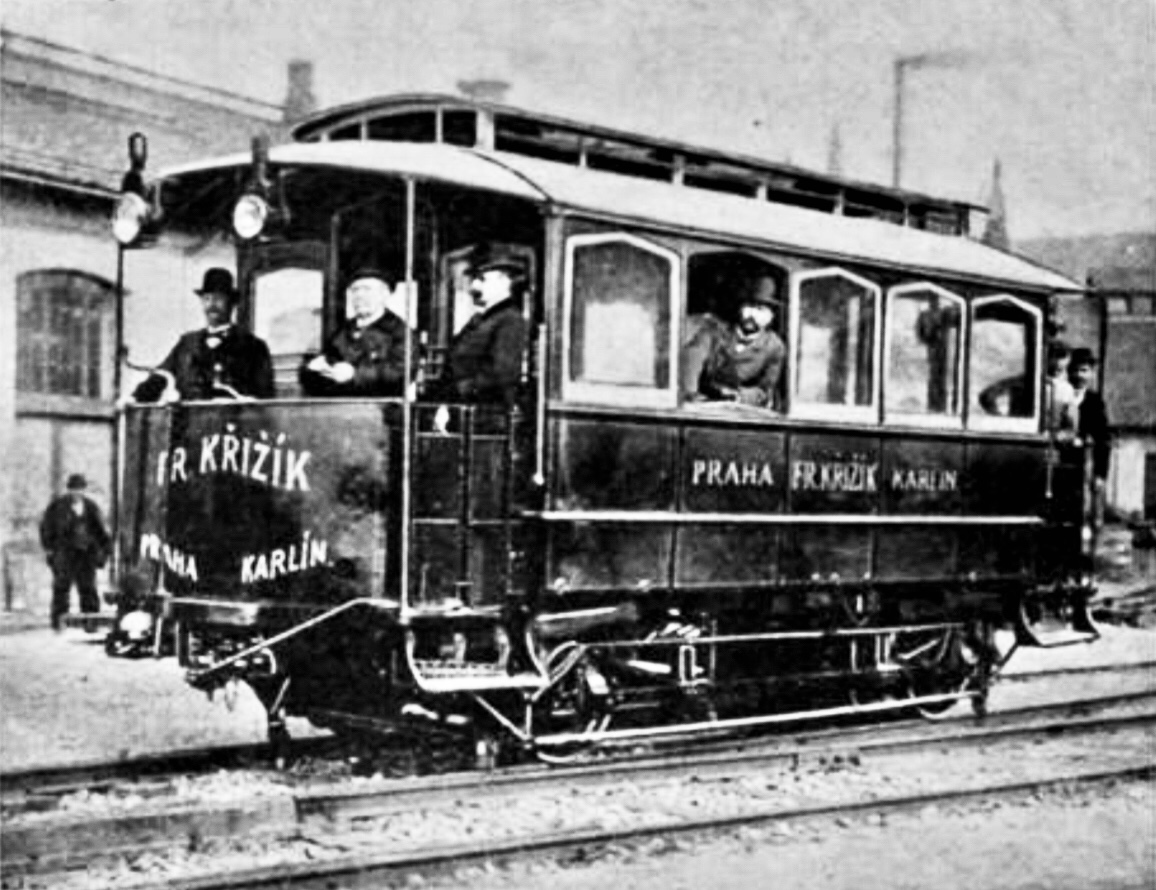
Zkušební jízda Křižíkovy tramvaje (Praha, 1899)

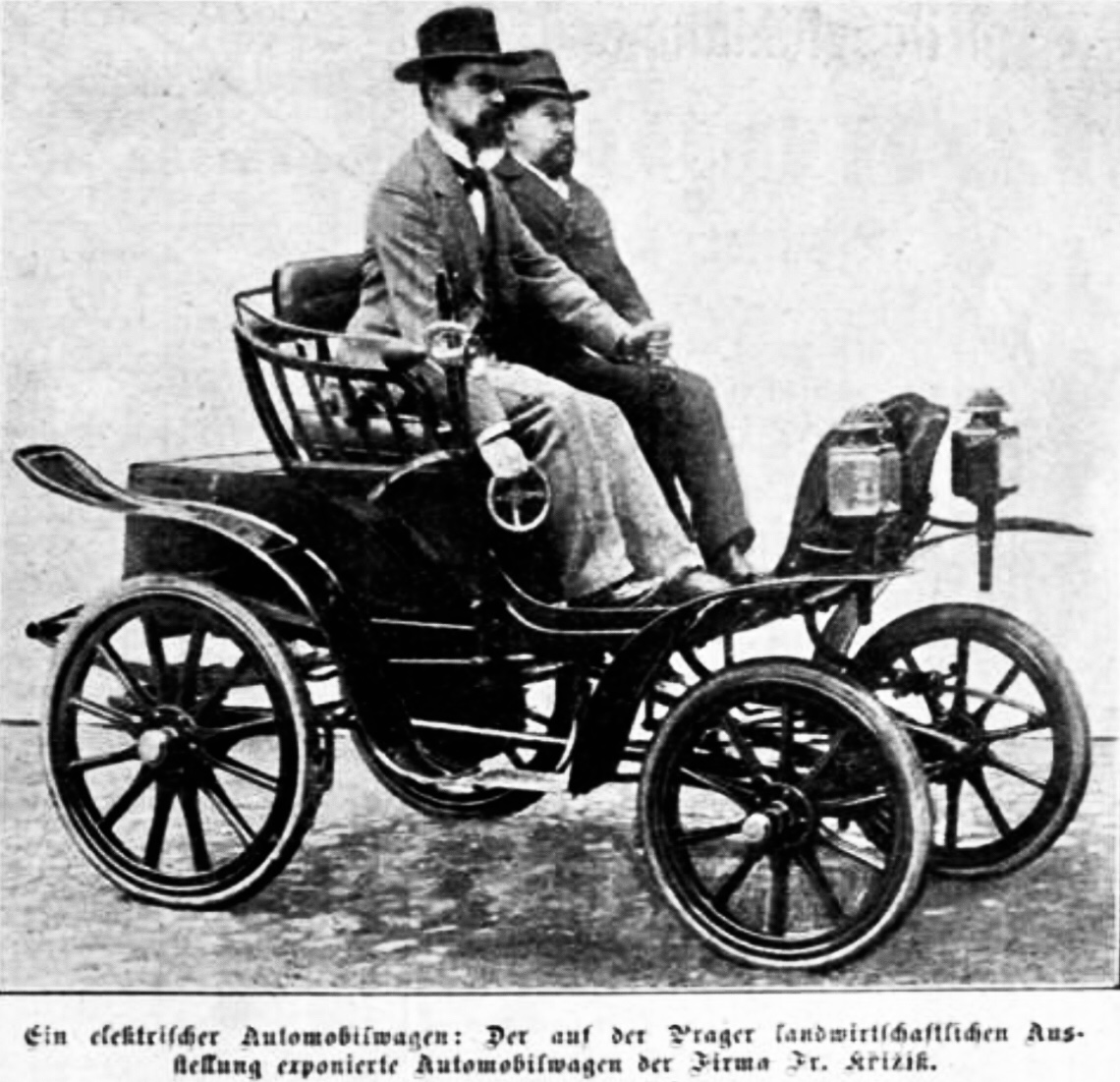
Křižíkův elektromobil (1900)

Křižík společnost založil roku 1884 s využitím peněz získaných prodejem patentních práv. Firma měla silné postavení na trhu s elektřinou, vyráběla zařízení pro elektrárny (první roku 1889 na Žižkově, celkem 130), továrny, cukrovary a textilky. Budovala elektrické dráhy, elektrické sítě a veřejné osvětlení. Například postavila roku 1891 první českou elektrickou dráhu na Letné v Praze a roku 1896 druhou pražskou dráhu elektrické tramvaje, Elektrickou drobnou dráhu Praha – Libeň – Vysočany, roku 1903 pak jednu z prvních železničních elektrických drah v Evropě (v Rakousku-Uhersku první) z Tábora do Bechyně.
Společnost se počátkem 20. století dostala do finančních potíží. Projekty elektrických drah a elektrifikace měst byly často prodělečné, značné prostředky byly navíc investovány do vývoje a experimentů. V roce 1917 Pražská úvěrní banka kvůli nesplaceným úvěrům donutila Křižíka změnit firmu na akciovou společnost Českomoravské elektrotechnické závody F. Křižíka. V té již zakladatel neměl rozhodující slovo, a proto se stáhl do ústraní a pokračoval ve vynalézání.